# 313
Năm 313 là một năm trong lịch Julius. 

## Sự kiện
- Tấn Mẫn Đế, vị vua thứ 4 nhà Tây Tấn của Trung Quốc được lập lên ngôi sau khi Tấn Hoài Đế bị nước Hán Triệu giết hại.

## Mất
- Tấn Hoài Đế, vị vua thứ 3 nhà Tây Tấn của Trung Quốc